# Zhizn i smert Pushkina
Zhizn i smert Pushkina é um filme de drama russo de 1910 dirigido por Vasily Goncharov.

## Enredo
O filme fala sobre o grande poeta russo Alexander Pushkin.

## Elenco
- Aleksandra Goncharova
- Vladimir Krivtsov
- Vladimir Markov